# Rifampicina
Rifampicina (DCI) o rifampina (negli Stati Uniti) è un antibiotico battericida del gruppo delle rifamicine. Viene utilizzata per il trattamento della tubercolosi, la lebbra e la legionella. Prima di trattare una persona per un lungo periodo di tempo, si raccomanda il dosaggio degli enzimi epatici e l'emocromo.
La rifampicina può essere somministrata per bocca o per via endovenosa.

## Struttura chimica
La rifampicina è un polichetone appartenente alla classe chimica dei composti denominati ansamicine, così denominati a causa della loro struttura eterociclica contenente un nucleo di naftochinone attraversato da una catena alifatica detta ansa, la quale chiude due porzioni tra di loro non adiacenti. Il cromoforo naftochinonico è ciò che conferisce alla rifampicina il suo caratteristico colore cristallino rosso-arancio.
I gruppi funzionali critici della rifampicina, nel suo legame inibitorio della RNA polimerasi batterica, sono i quattro gruppi idrossilici critici e gli anelli naftalinici, che formano legami idrogeno con residui amminoacidici. Fondamentale è anche la presenza di un gruppo ammidico (lattame), che funge da ponte di chiusura tra le porzioni non adiacenti (si contrappongono ai macrolidi che invece possiedono un gruppo estereo detto lattone)
È un composto semisintetico derivato dalla Amycolaptosis rifamycinica (conosciuta in passato come Amycolaptosis mediterranei o Streptomyces mediterranei). La rifampicina si abbrevia come RIF, RMP, RD, RA o R. È Conosciuta anche con il nome di rifaldazina, R/AMP e Rofact (in Canada).

## Indicazioni
La rifampicina è stata introdotta nel 1967 come un'aggiunta ad un trattamento della tubercolosi e della meningite inattiva, insieme all'isoniazide, all'etambutolo e alla streptomicina. Non esiste forma generica. In Italia richiede una prescrizione medica. Deve essere somministrata per diversi mesi regolarmente ogni giorno, altrimenti il rischio della mutazione della tubercolosi nella sua forma resistente cresce enormemente. Proprio questo è il motivo per cui viene utilizzata insieme agli altri tre farmaci citati, in particolare all'isoniazide.
La rifampicina viene utilizzata normalmente per curare le infezioni dovute ai Mycobacterium, incluse la tubercolosi e la lebbra; ha inoltre un ruolo nella cura dello Staphylococcus aureus meticillina-resistente insieme all'acido fusidico, lo streptococco β-emolitico del gruppo A e, soprattutto, clamidie.
Viene quasi sempre usato insieme ad altri antibiotici, tranne quando somministrato per prevenire la meningite da Haemophilus influenzae di tipo b o da Neisseria gonorrhoeae nelle persone che sono state esposte a tali batteri.
Inoltre è stato usato con l'amfotericina B in molti tentativi, falliti, di curare la meningoencefalite amebica primaria causata dalla Naegleria fowleri.
Viene inoltre utilizzato per curare le infezioni dalle specie Listeria, dalla Neisseria gonorrhoeae, dalla Haemophilus influenzae e dalla Legionella pneumophila. Per queste indicazioni non comuni andrebbero condotti test di sensibilità prima di iniziare la terapia di rifampicina. La resistenza alla rifampicina si sviluppa velocemente durante il trattamento, e la monoterapia di rifampicina non andrebbe utilizzata per curare queste infezioni, ma dovrebbe essere sempre utilizzata con altri antibiotici. Con il trattamento standard della lebbra utilizzante la terapia multifarmacologica, la rifampicina viene sempre utilizzata con il dapsone e la clofazimina.
Le specie Enterobacteriaceae, Acinetobacter e Pseudomonas sono intrinsecamente resistenti alla rifampicina.

## Farmacodinamica
La rifampicina inibisce la RNA Polimerasi DNA dipendente nelle cellule batteriche legandosi alla sua subunità beta, prevenendo così la trascrizione all'RNA e la conseguente traduzione in proteine. La sua natura lipofila la rende un ottimo candidato per trattare la forma meningitica della tubercolosi, che richiede la distribuzione nel sistema nervoso centrale e la penetrazione attraverso la Barriera Emato-Encefalica.
La rifampicina agisce direttamente sulla sintesi di RNA messaggero. Inibisce solamente l'RNA Polimerasi procariotica iniziata dal DNA, specialmente nei batteri gram-positivi, come il Mycobacterium tubercolosis, che lo è leggermente. Infatti le prove mostrano che DNA in vitro trattato con una concentrazione 5000 volte maggiore della dose normale rimane inalterato; l'RNA e DNA Polimerasi in vivo di cavie eucariote hanno avuto a loro volta pochi problemi. La membrana della maggior parte di questi batteri Gram-positivi è acido micolico con peptidoglicano, il che permette un facile ingresso del medicinale nella cellula. La rifampicina interagisce con la subunità β dell'RNA Polimerasi quando questa è in un trimero α2β. Questo blocca la trascrizione dell'RNA messaggero, impedendo così la traduzione dei polipeptidi. Deve essere specificato comunque che non può bloccare l'allungamento dell'mRNA una volta che è iniziato il legame con il filamento senso di DNA.
 Il complesso Rifampina-RNA Polimerasi è estremamente stabile nonostante gli esperimenti abbiano dimostrato che questo non è dovuto ad alcun tipo di legame covalente. È stato ipotizzato che i legami a idrogeno e le interazioni di legame π-π tra il naftochinone e gli aminoacidi aromatici siano i principali stabilizzatori, anche se questo richiede l'ossidazione del naftoidrochinone trovato più comunemente nella rifampina. Quest'ultima ipotesi spiegherebbe l'esplosione di batteri multiresistenti: mutazioni nel gene della subunità β dell'RNA Polimerasi che sostituisce la fenilalanina, il triptofano e la tirosina con aminoacidi non aromatici causa un legame debole tra la rifampina e l'RNA Polimerasi
Batteri resistenti alla rifampicina producono RNA Polimerasi con la struttura delle subunità β leggermente diversa, che non sono facilmente inibite dal farmaco. Nella ricerca di biologia molecolare, plasmidi contenenti geni resistenti alla rifampicina vengono spesso utilizzati per lo screening delle colonie di batteri. Molti plasmidi con geni resistenti alla rifampicina sono disponibili in commercio per i ricercatori.

## Controindicazioni ed effetti collaterali
Le controindicazioni sono principalmente legate all'epatite da farmaco, e pazienti che utilizzano rifampicina spesso eseguono test di funzionalità epatica, incluso l'aspartato-transaminasi (AST). Il dosaggio massimo è di solito a 600 mg (dose media per un adulto).
L'epatotossicità non è l'unico problema, ma ci sono tutta una serie di effetti collaterali della rifampicina quando presa insieme ad altri farmaci. Persone con problemi apoplettici, trombosi, o che sono a rischio di infarto miocardico acuto devono essere particolarmente attenti all'utilizzo della rifampicina, in quanto il farmaco può ridurre facilmente la potenza di farmaci anticoagulanti come l'Acenocoumarol e il Warfarin; il dosaggio di questi farmaci deve essere aumentato di tre volte per compensare.
La rifampicina è un potente induttore di enzimi microsomiali epatici della famiglia Citocromo P450 capaci di metabolizzare farmaci anticoagulanti o anticoncezionali. Questo provoca pericolose interazioni farmacologiche che risultano in inefficacia terapeutica.
Gli effetti collaterali più sgradevoli sono febbre, disturbi gastrointestinali, rash cutanei e reazioni immunologiche. Sono stati riportati in alcuni casi danni al fegato associati ad itterizia, che raramente hanno portato alla morte.
L'assunzione di rifampicina può colorare di rosso-arancio alcuni fluidi corporei, come urina e lacrime, un effetto collaterale benigno ma talvolta spaventoso. Questa colorazione può macchiare permanentemente delle lenti a contatto. Inoltre può verificarsi anche nel latte materno, che quindi non dovrebbe essere somministrato ai neonati.
La Rifampicina viene eliminata principalmente dalla secrezione di bile nel tratto gastrointestinale.
In breve può causare effetti collaterali come:
- epatite;
- sindrome respiratoria - mancanza di respiro;
- sindromi cutanee - arrossamento, prurito, rash, e lacrimazione;
- sindromi influenzali - brividi, febbre, mal di testa, malessere e dolore alle ossa;
- sindromi addominali - nausea, vomito, crampi addominali con o senza diarrea.

Nel cane dà facilmente gravi effetti collaterali data la bassa eliminazione biliare nell'animale.

## Farmacocinetica
La somministrazione orale di rifampicina causa una concentrazione elevata di plasma nelle prime 2-4 ore. L'acido aminosaliciclico può severamente ridurre l'assorbimento di rifampicina. Se questi farmaci devono essere assunti insieme, devono essere presi con 8-12 ore di intervallo tra di loro.
La rifampicina è facilmente assorbita dal tratto gastrointestinale e il suo gruppo funzionale estero è rapidamente idrolizzato dalla bile e catalizzato da un enzima operante ad alto pH chiamato esterasi. Dopo circa 6 ore quasi tutto il farmaco è deacetilato. Persino in questa forma la rifampicina è ancora un potente antibiotico; tuttavia non può più essere riassorbita dall'intestino e deve essere quindi eliminata dall'organismo. Solo il 7% circa del farmaco somministrato sarà espulso attraverso l'urina, anche se questa eliminazione urinaria compone solo il 30% circa della dose di farmaco escreta. Il rimanente 60-65% del farmaco è espulso attraverso le feci e per via biliare.
L'emivita della rifampina varia da 1,5 a 5 ore, anche se un indebolimento epatico la incrementa significativamente. La consumazione di cibo invece inibisce l'assorbimento da parte del tratto gastrointestinale, e il farmaco viene eliminato più velocemente.
La distribuzione del farmaco è elevata in tutto l'organismo, e raggiunge concentrazioni effettive in molti organi e fluidi corporei, compreso il fluido cerebrospinale. Questa elevata distribuzione è il motivo per cui saliva, lacrime, sudore, urina e feci sono colorate di rosso-arancio. Circa il 60-90% del farmaco è legato alle proteine del plasma.
Il principale metabolita è la 25-deacetilrifampicina.

## Storia
Esistono vari tipi di rifamicine, ma una forma in particolare, con un gruppo 4-metil-1-piperazinaminile è quella clinicamente più efficace. Il gruppo delle rifamicine, e la rifampicina in particolare, sono state scoperte nel 1959 nei laboratori Lepetit a Milano grazie alla terra trovata a Saint-Raphaël, in Costa Azzurra, dal microbiologo Ermes Pagani (1929-2013). I batteri presenti nel terreno sono stati poi analizzati da un gruppo di ricercatori italiani guidati dallo stesso Ermes Pagani, dal Prof. Piero Sensi (1920-2013) e dalla dott.ssa Maria Teresa Timbal (1925-1969). La rifampicina è registrata a nome di entrambi.
Il suo nome deriva dall'abitudine che i ricercatori della Lepetit avevano di denominare ogni campione di terra raccolto con il nome di un film. In questo caso Rififi.
Rifampicina è stato venduto per la prima volta in Italia nel 1968 ed è stato approvato dalla FDA nel 1971

## Commercializzazione
In Bulgaria viene venduto come Tubocin (dalla Actavis/Balkanpharma), in Israele come Rimactan (Sandoz) e in Romania come Sinerdol (Sicomed). Nel Regno Unito viene commercializzato come Rifadin (Sanofi), Rimactan (Sandoz), Rifater (Sanofi, in combinazione con isoniazide e pirazinamide), Rifinah e Rimactazid (Sanofi e Sandoz rispettivamente, combinato con l'isionazide). Negli Stati Uniti viene venduto come Rifadin (Sanofi), Rifater (Sanofi, combinato con isoniazide e pirazinamide) e Rimactane (Novartis). In India l'R-Cinex 600 è prodotto dalla Lupin Ltd, ed è una combinazione di rifampicina e isoniazide. In Italia la rifampicina è venduta dalla Sanofi con il nome di Rifadin.